# Emmanuel Bruneau de Casteau
Emmanuel Joseph Marie Xavier Bruneau de Casteau (Bergen, 27 december 1771 - Brussel, 21 februari 1851 was een Zuid-Nederlands edelman.

## Geschiedenis
- Koning Filips IV van Spanje verleende in 1623 de persoonlijke titel ridder aan Jacques Bruneau, secretaris van de Hoge Raad voor de Nederlanden in Madrid en raadsheer en rekenmeester bij de Rekenkamer in Rijsel.
- In 1648 werd door koning Filips IV van Spanje adelsverheffing verleend aan Adrien Bruneau, heer van Petit-Sart.
- In 1683 verleende koning Karel II van Spanje de titel burggraaf van Waasten, overdraagbaar bij eerstgeboorte, aan Jacques Bruneau (zoon van de hierboven genoemde Jacques), thesaurier van de Orde van het Gulden Vlies en amman van de stad Brussel.

## Levensloop
Emmanuel Bruneau de Casteau was een zoon van Henri Bruneau, heer van Casteau en van Isabelle Schotte, afstammelinge van de burggraven van Sint-Winoksbergen. Hij werd burgemeester van Casteau.
In 1822 werd hij onder het Verenigd Koninkrijk der Nederlanden verheven in de erfelijke adel. Hij bleef ongehuwd en de familie doofde dan ook uit bij zijn dood.
Wel adopteerde hij in 1840 Nicolas François Victor Donnay, die voortaan de naam Donnay de Casteau droeg, maar niet in de adel werd opgenomen. Die zijn zoon Charles-Gaston Donnay de Casteau werd evenmin adellijk, maar die zijn zoon, luitenant-generaal Gaston Donnay de Casteau (1876-1963) werd in 1939 in de erfelijke adel opgenomen met de titel baron, overdraagbaar bij eerstgeboorte. Hij was getrouwd met Marguerite Spronck (1879-1952) en ze hebben afstammelingen tot heden.